# 约翰·巴格内尔·伯里
约翰·巴格内尔·伯里，FBA（英國 /ˈbɛrɪ/；1861年10月16日—1927年6月1日）是一名盎格魯愛爾蘭人，历史学家、古典学学者、中世纪罗马历史学家和语文学家。他曾在其1889年版《罗马帝国晚期》（Later Roman Empire）的序言中明确反对“拜占庭学家”这一标签。他曾于1893年至1902年间担任担任都柏林三一学院的近代史伊拉斯谟·史密斯教授，此后在1902年起在剑桥大学担任近代史钦定教授，直至去世。

## 早期生活与教育
伯里于1861年10月16日在爱尔兰莫纳亨郡的克伦蒂布拉德出生，父亲是聖公宗愛爾蘭教會的教区长爱德华·约翰·伯里，母亲是安娜·罗杰斯。他一开始由父母教育，之后进入德里的福伊尔大学。后在都柏林三一学院学习古典学，并于1882年毕业。1885年，年仅24岁的伯里成为三一学院研究员。1893年，他被委任成为了近代史伊拉斯谟·史密斯主任，并在该职位上做了九年。1898年成为希腊文钦定教授，同时还兼任历史学教授一职。1902年成为剑桥大学的历史学钦定教授。
在剑桥大学，伯里成为史蒂文·朗西曼（中世纪学家）的导师，后者后来评论道，他是伯里“第一个，也是唯一一个学生”。起初，退隐的伯里试图将其赶走，之后，朗西曼提及他可以读俄语，伯里于是给了他一堆保加利亚的文章让其编修，两人的关系就此开始。伯里成为第一部真正权威的聖博德传记（1905年出版）的作者。
1901年，伯里获授格拉斯哥大學法学博士荣誉学位；1905年亦获得了阿伯丁大学法学博士荣誉学位，1902年10月博德利圖書館落成三百年纪念时，获牛津大学授予的文学博士学位。
伯里一直工作于剑桥，后在65岁拜访意大利时于罗马逝世。他被埋葬在罗马新教徒墓园。
他的弟弟罗伯特·格雷格·伯里，是爱尔兰的牧师、古典学家、哲学家，以及将柏拉图和塞克斯圖斯·恩丕里柯作品译作英文的译者。

## 学术贡献
伯里的著作主题涉及范围自古希腊起，至19世纪的教皇，内容既具有学术性，又便于外行理解。他关于历史哲学的两篇作品阐述了维多利亚时代的进步和理性理想，这些作品奠定了其更为具体的历史。他还引领了拜占庭史研究的复兴（但是他认为，并明确称之为罗马史），在爱德华·吉本之后，拜占庭史曾在很大程度上被说英语的历史学家们忽视。他参与编撰了1911年版的《大英百科全書》，甚至其本人也是其中的一个条目。还和弗兰克·阿德科克以及S·A·库克一起编撰了《剑桥古代史》，后在1919年发行。
伯里的生涯表明了他不断发展的思维过程以及他将历史作为“科学”的思考。在1902年剑桥大学近代史钦定教授开幕式演讲中，他公开宣称将历史为一门“科学”而非“文学”的分支。他说道：
|  | 我或许应该提醒你们，历史并非文学的分支。历史的事实，就如同地质或天文学的事实，可以为文学艺术提供素材；由于显而易见的原因，与自然科学相比，它们更容易进行艺术表现；但是以文学的方式来妆扮人类社会中的故事，不再是身为历史学家应当做的一部分，而是身为天文学家以艺术形式呈现星星故事的一部分。 |

伯里的的演讲继续捍卫历史不是文学的主张，进而质疑历史学家在讨论历史事实时是否需要叙事，并从本质上引发了一个问题：叙事是否必要？伯里将他的“科学”与利奧波德·馮·蘭克的科学观念以及让使得兰克观点成名的德语短语“Ich will nur sagen wie es eigentlich gewesen ist”（我只想叙说它是如何发生的）进行了比较。伯里在演讲中的最后重申了他先前的声明，并用一句话巩固道：“ ……她（历史）本身就是一门科学，没有更少也不会更多”。
在其《思想自由史》（History of Freedom of Thought）的訴諸無知和舉證責任中，他写道：
|  | 有人说，除非我们能证明它是错误的，否则我们似乎没有理由拒绝神学教义。但是举证责任不在于拒绝者……如果你被告知，在某个绕天狼星旋转的星球上，有一群驴子会说英语，还花了一些时间讨论优生学，那么您无法驳斥这一说法，它关于那个观点有什么可信的主张吗？如果有人经常强有力地去重申它，那么就会有些人想要接纳。 |

## 著作
- The Odes of Pindar
- The Nemean Odes of Pindar (1890)[12]
- The Isthmian Odes of Pindar (1892)[13]

### 罗马
- A History of the Later Roman Empire from Arcadius to Irene (2 vols.) (1889)[14][15]
- A History of the Roman Empire From its Foundation to the Death of Marcus Aurelius (1893)[16][17]
- A History of the Eastern Roman Empire from the Fall of Irene to the Accession of Basil I (A. D. 802–867) (1912)[18]
- A History of the Later Roman Empire from the Death of Theodosius I to the Death of Justinian (1923)[19]
- The Invasion of Europe by the Barbarians (1928)[20][21]
- The Life of St. Patrick and His Place in History (1905)[22]
- History of the Papacy in the 19th Century (1864–1878) (1930)

### 希腊
- A History of Greece to the Death of Alexander the Great (1900)[23]
- The Ancient Greek Historians (Harvard Lectures) (1909)[24]
- The Hellenistic Age: Aspects of Hellenistic Civilization (1923), with E. A. Barber, Edwyn Bevan, and W. W. Tarn[25]

### 哲学
- A History of Freedom of Thought (1913)[26]
- The Idea of Progress: An Inquiry into Its Origin and Growth (1920)[27]